# Романа
 Тази статия е за височината в България.  За селото в Сардиния вижте Романа (Италия).  
Романа е изолирана височина в северната структурна ивица на Средния Предбалкан, област Велико Търново, разположена между долините на реките Стара река и Веселина.
Изолираната височина Романа представлява орографска връзка между Търновските височини на запад, от които я отделя долината на река Веселина и Антоновските височини на изток, от които я отделя долината на Стара река. На юг чрез ниска (195 м) седловина западно от село Сливовица се свързва с най-северните разклонения на Еленските възвишения.
Дължината на възвишението от север на юг е 8,5 км, а най-голямата му ширина – 5,5 км. Максимална височина е връх Романа (426,4 м), разположен в централната му част. Височината е изградена от дебелослойни долнокредни пясъчници.
По периферията му са разположени селата Джулюница (на запад), Кесарево (на североизток), Горско Ново село (на югозапад) и Сливовица (на югоизток).
По северното ѝ подножие преминава малък участък от първокласен път № 4 от Държавната пътна мрежа Ябланица – Велико Търново – Шумен.

## Топографска карта
- Лист от карта K-35-28. Мащаб: 1 : 100 000.